# Broughton (Flintshire)
Broughton (walisisch: Brychdyn) ist eine Kleinstadt in der nordwalisischen Principal Area Flintshire, die bekannt ist für ihr Airbuswerk.

## Geographie
Broughton liegt in Nordwales im Nordwesten von Flintshire nahe der Grenze zu England westlich der Großstadt Chester und östlich von Mold und Buckley. Die Stadt liegt unweit südlich des River Dee, der dort in der Nähe in die Irische See mündet. Durch Broughton fließt mit dem Broughton Brook auch ein vergleichsweise großer Zufluss. Wegen der Nähe zum Meer liegt die Stadt auch auf nur 25 Metern Höhe überm Meeresspiegel. Broughton selbst besteht aus dem Stadtzentrum Broughton, dem weiter östlich liegenden Stadtteil Bretton und dem im Norden liegenden Hawarden Airport mit dem Airbus-Werk. Verwaltungsgeographisch gesehen ist Broughton Teil der Community Broughton and Bretton, die von den Kennzahlen her deckungsgleich ist mit der Stadt Broughton. Wahlkreistechnisch gehört Broughton zum britischen Wahlkreis Alyn and Deeside beziehungsweise zu dessen walisischem Pendant.

## Geschichte
Broughton entstand rings um die Broughton Hall, dem Sitz der Familie Richardson. In den 1870er-Jahren lebten nur 388 Menschen in dem Dorf. Bis zu einer Verwaltungsreform 1974 zu Flintshire gehörend, wurde Broughton dann Teil von Clwyd, ehe es 1996 mit einer neuerlichen Reform wieder zu Flintshire kam. 2011 lebten knapp 6.000 Menschen in der Kleinstadt.

## Verkehr
Broughton liegt direkt an der A55 road, die am südlichen Stadtrand vorbeiführt. Daneben gibt es noch die Regionalstraße A5104 road, die sich westlich der Stadt von der A55 road trennt und durch den Norden der Stadt führt. Im Norden der Stadt liegt wie beschrieben der Hawarden Airport, der zwar ein Flughafen ist, aber primär von Airbus als Werksflughafen genutzt wird. Nördlich der Stadt führt zudem die North Wales Coastal Line entlang, die aber wahlweise erst in Chester oder in Shotton nördlich von Broughton einen Haltepunkt hat. Allerdings ist Broughton verschiedentlich im Busnetz eingebunden.

## Infrastruktur und Wirtschaft
In Broughton gibt es ein eigenes Postamt. Außerdem existieren mindestens zwei Kirchen, zum einen die Church of St Mary, zum anderen die Broughton Primitive Methodist Chapel. Zudem gibt es eine Primary School. Wirtschaftlich gesehen gibt es ein Einkaufszentrum sowie die Airbus-Fabrik rund um Hawarden Airport. In Broughton werden dabei vor allem Tragflächen hergestellt. 2018 wurden dort 6.000 Menschen beschäftigt. Allerdings gab es Sorgen ob der Folgen des Brexits. Nur zwei Jahre später musste Airbus die Belegschaft in Broughton um mehr als die Hälfte verkleinern, was allerdings keine Folge des Brexits, sondern eine Folge der COVID-19-Pandemie war. Durch Airbus gibt es auch einen recht hochklassigen Fußballverein in Broughton, den Airbus UK. Dessen Stadion ist im Nordteil der Stadt.

## Bauwerke
Im direkten Stadtgebiet von Broughton wurden vier Gebäude in die Statutory List of Buildings of Special Architectural or Historic Interest aufgenommen, drei davon auf der niedrigsten Stufe. Die Church of St Mary im Nordwesten des Stadtzentrums ist allerdings ein Grade II* building.